# Columnea raymondii
Columnea raymondii är en tvåhjärtbladig växtart som beskrevs av Conrad Vernon Morton. Columnea raymondii ingår i släktet Columnea och familjen Gesneriaceae. Inga underarter finns listade i Catalogue of Life.